# Gerson Bucerus
Gerson Bucerus, eigenlijk De Buyzere (± 1565 - 1631) was een predikant van Vlaamse afkomst, waarschijnlijk geboren in Engeland. Zijn vader Jacob de Buzere was daarheen gevlucht.
Vanaf 1588 was Bucerus predikant te Veere. Hij was een uitstekend kenner van het Hebreeuws, en is om drie zaken bekend:
- Zijn inzegening van het huwelijk van Hugo de Groot en Maria van Reigersberch (1608)
- Een publicatie uit 1618, genaamd Dissertatio de gubernatione ecclesiae waarmee hij de toorn van de Engelse koning Jacobus I opwekte.
- Zijn bijdrage aan de Statenvertaling. Hij overleed toen hij bij Ezechiël 21 was gekomen.

Bucerus was een zoon van de beeldenstormer Jacob de Buzere en Catalina de Raedt.